# Generisches Maskulinum

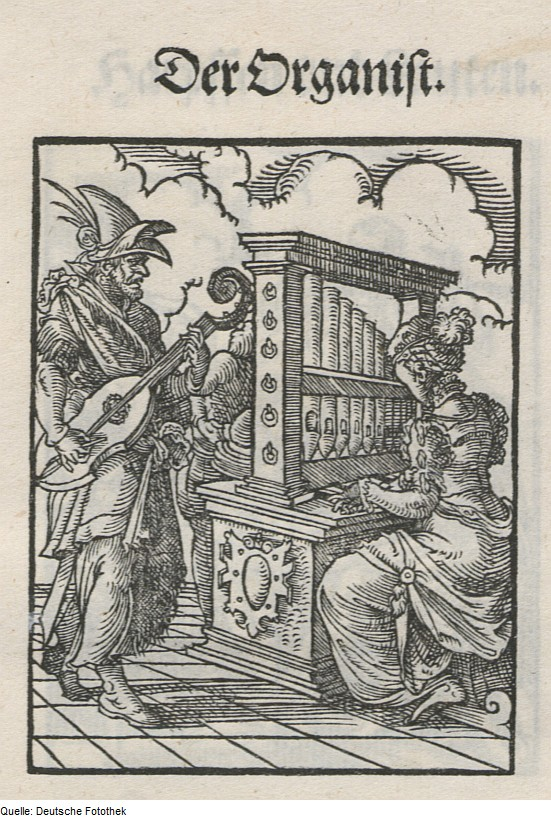
Der Organist im Ständebuch (1568) von Hans Sachs und Jost Amman. Die Illustration zeigt eine Frau an der Orgel.

Generisches Maskulinum (von lateinisch genus „Geschlecht, Gattung, Art“, und masculus „männlich“) bezeichnet die sexusindifferente (auch: geschlechtsneutrale oder geschlechtsunspezifische) Verwendung maskuliner Substantive oder Pronomen. Hierbei werden beispielsweise grammatisch maskuline Personen- oder Berufsbezeichnungen, von denen sich oft auch eine feminine Form ableiten lässt, generisch (also verallgemeinernd) für Personen verwendet, deren biologisches Geschlecht entweder unbekannt, nicht von Bedeutung oder (im Plural) männlich, weiblich oder gemischt ist.  Auch für einige Tierarten wird das generische Maskulinum geschlechtsneutral verwendet (siehe Abgeleitete Tierbezeichnungen). Im Gegensatz zum „spezifischen“ Maskulinum, das immer männliche Individuen bezeichnet, abstrahiert das generische Maskulinum vom Geschlecht, beispielsweise:
- jeder, der helfen will, ist willkommen (jede und jeder)
- alle Lehrer wollen guten Unterricht machen – sowohl männliche als auch weibliche Lehrkräfte
- viele Bären leben in den Bergen – sowohl männliche (Bären) als auch weibliche (Bärinnen)

Je nach Sprache gibt es einen generischen Gebrauch des Maskulinums neben Substantiven auch bei anderen Wortarten wie Personalpronomen, Possessivpronomen, Indefinitpronomen und Demonstrativpronomen.
Für das Deutsche wurden in den späten 1970er und den beginnenden 1980er Jahren in der BRD von Bundesministerien im Rahmen von Bestrebungen zur Gleichstellung von Mann und Frau für viele Berufsbezeichnungen movierte Formen neu geschaffen und dann lexikalisiert. Gegensätzlich verlief die Entwicklung in der DDR, wo bewusst im Rahmen der Gleichberechtigung auf movierte Berufsbezeichnungen verzichtet wurde. Der Sprachwissenschaftler Eckhard Meineke sieht in den geschlechtsdifferenzierten Ausbildungsverordnungen der BRD den Ursprung für die seit den 1980er-Jahren in öffentlichen Texten abnehmende Verwendung des generischen Maskulinums insbesondere bei Berufsbezeichnungen und bei Nomina Agentis. Die feministische Diskussion habe erst später Breitenwirksamkeit erlangt.
Die seit den 1970er Jahren sich entwickelnde feministischen Linguistik kritisiert, das generische Maskulinum sei missverständlich, da bei seiner Verwendung Frauen nicht sichtbar würden und nur mitgemeint seien. Es wurden zahlreiche psycholinguistische Untersuchungen durchgeführt, die nahelegen, dass bei Texten mit generischen Maskulina eher männliche Personen assoziiert werden. Allerdings bezweifeln Sprachwissenschaftler wegen methodischer Mängel die Beweiskraft dieser Untersuchungen; so werden etwa der Unterschied zwischen Singular und Plural, die Bedeutung des Textkontextes oder die Auswirkung der Referenz zu wenig beachtet. Weitere Studien zur Textverständlichkeit zeigen, dass die kognitive Verständlichkeit der untersuchten Texte mit generischen Maskulina gleich gut oder besser ist als die der gegenderten Textvarianten.

## Geschichte des Begriffes

### Im englischen Sprachraum: angewandt auf anaphorische Pronomina
Im Englischen erschien der Ausdruck generic masculine als ad-hoc-Bezeichnung vereinzelt bereits früh. Eine kulturelle Debatte entbrannte darüber aber erst um 1974, in der Zeit der zweiten Welle der Frauenbewegung. Der Gebrauch maskuliner Pronomina für Personen unbestimmten Geschlechts (when a child plays with his friends) wird im Englischen seitdem als problematisch empfunden. Im englischsprachigen Diskurs wird der Oberbegriff generisches Maskulinum bis heute allerdings nur selten verwendet; eher ist dort spezifisch vom generischen he (engl. auch: epicene he) die Rede.
In Sprachen wie dem Deutschen spielt das Problem der generisch maskulinen Pronomina kaum eine Rolle, weil die Wahl der Pronomina hier nicht wie im Englischen vom natürlichen Geschlecht der bezeichneten Personen, sondern vom Genus des Nomens bestimmt wird. Im Englischen haben Nomen in der Regel kein Genus mehr – oder dieses ist nicht sichtbar und fungiert als bloßes antecedent, zu dem die Pronomina sich nur im Numerus kongruent verhalten. (Die Farben markieren das natürliche Geschlecht):
- Englisch
  - natürliches Geschlecht: männlich – There is my best student. I can’t praise him enough. – The cute little tot is our grandchild. He doesn't talk yet.
  - natürliches Geschlecht: weiblich – There is my best student. I can’t praise her enough. – A girl lives next door. I see her often.
  - kein natürliches Geschlecht – There is my car. I drive it every day. – The cake is good. I like it.
  - verbliebenes oder metaphorisches Geschlecht (selten) - The Boeing 747 flew to London. She arrived later than expected.
- Deutsch
  - grammatisches Geschlecht: Maskulinum – Da ist mein bester Schüler. Ich kann ihn nicht genug loben. – Der Kuchen ist gut. Ich mag ihn.
  - grammatisches Geschlecht: Femininum – Da ist meine beste Schülerin. Ich kann sie nicht genug loben. – Diese Gesellschaft ist toll. Ich mag sie.
  - grammatisches Geschlecht: Neutrum – Da ist mein Auto. Ich fahre es jeden Tag. – Nebenan wohnt ein Mädchen. Ich sehe es oft. – Das niedliche Baby ist unser Enkelkind. Es schläft schon durch.

Bei Anaphern allerdings war eine Genuskongruenz auch im Deutschen bis ins 20. Jahrhundert hinein nicht zwingend: „Wer nicht fühlt, was ein ehrbares Mädchen empfinden muß, wenn man um sie wirbt, der verdient sie nicht zu erhalten.“ (Goethe, Wilhelm Meisters Wanderjahre, Kapitel 9).

### Im deutschen Sprachraum: angewandt auf Substantive
Im soziolinguistischen Diskurs des Deutschen lässt sich eine Lehnübersetzung „generisches Maskulinum“ erst in den 1980er Jahren nachweisen. Anders als im Englischen, wo es fast ausschließlich um Pronomina geht, bezeichnet der Terminus im Deutschen seitdem fast ausschließlich Mehrdeutigkeiten bei Substantiven. Die erste Untersuchung zur Frage, wie Sprachbenutzer grammatisch maskuline Personenbezeichnungen verstehen, hat 1988 Josef Klein durchgeführt. Noch in den 1990er Jahren erregten Genus-Sexus-Diskrepanzen oftmals nur dann Aufmerksamkeit, wenn sie Verwirrung über die Kongruenzregeln brachten („der Sprintstar und ihre Freundinnen“).
Im feministischen Diskurs war der Begriff Mitte der 1990er Jahre jedoch bereits fest etabliert. 1980 – im selben Jahr, in dem auch die deutsche Übersetzung von Gerd Brantenbergs feministischem und sprachsensiblem Roman Die Töchter Egalias herauskam – war mit Luise F. Puschs und Senta Trömel-Plötz’ Themenband Sprache, Geschlecht und Macht erstmals ein nicht nur fürs sprachwissenschaftliche Fachpublikum bestimmtes Werk erschienen, in dem das generische Maskulinum aus feministischer Sicht problematisiert wurde.

## Kontext: Auseinanderfallen von grammatischer Form und Signifikatmerkmalen
Das generische Maskulinum ist in der deutschen Sprache nicht der einzige Fall, bei dem die grammatische Form die Merkmale des Signifikats nicht voll abbildet. Beispiele finden sich auch bei anderen Genera, beim Numerus, beim Tempus und bei der Diathese:
| Grammatische Kategorie | Einzelfall             | Beispiel                                                                             | Weitere Fälle (Auswahl)                                                                    |
| ---------------------- | ---------------------- | ------------------------------------------------------------------------------------ | ------------------------------------------------------------------------------------------ |
| Genus                  | Generisches Maskulinum | der Verbraucher, der Hase, der Rogner (weibl. Fisch)                                 |                                                                                            |
| Genus                  | Generisches Femininum  | die Waise, die Giraffe, die Drohne                                                   |                                                                                            |
| Genus                  | Generisches Neutrum    | das Huhn, das Pferd, das Kind                                                        |                                                                                            |
| Numerus                | Generischer Singular   | „Der Mensch ist dem Menschen ein Wolf.“                                              | Kollektiver und repräsentativer Singular, Kollektiva (Geflügel, Mitarbeiterstab, Klientel) |
| Numerus                | Generischer Plural     | Höflichkeitsform „Sie“: „Sie ahnen nicht, wie sehr ich Sie und Ihre Frau bewundere.“ | Höflichkeitsform „Ihr“                                                                     |
| Tempus                 | Futurisches Präsens    | „Sie fliegt am Montag nach Dubai.“                                                   | Historisches Präsens                                                                       |
| Diathese               | Generisches Passiv     | „Funktionswörter werden kleingeschrieben.“                                           |                                                                                            |

## Vorkommen

### Substantive
Nicht in allen Sprachen werden weibliche und männliche Substantive unterschieden:
| Sprache                                                      | Maskulinum            | Femininum               |
| ------------------------------------------------------------ | --------------------- | ----------------------- |
| Deutsch                                                      | ein Hund              | eine Katze              |
| Isländisch                                                   | hundur (ein Hund)     | kanína (ein Kaninchen)  |
| Färöisch                                                     | ein hundur (ein Hund) | ein blóma (eine Blume)  |
| Nynorsk                                                      | en hund (ein Hund)    | en/ei katt (eine Katze) |
| Elemente, die das Genus erkennbar machen, sind unterstrichen |                       |                         |

#### Substantive mit weiblicher Ableitungsform
Personen- und Tierbezeichnungen sind entweder sexusindifferent oder sie implizieren eine Sexusbedeutung. In der Duden-Grammatik werden bei den deutschen Substantiven – insbesondere den Personenbezeichnungen – drei Klassen unterschieden:
1. Substantive, die sich unabhängig von ihrem grammatischen Genus auf Personen beiderlei natürlichen Geschlechts beziehen können (der Mensch, die Person, das Individuum). Sie werden als sexusindifferent bezeichnet.
2. Substantive, die sich entweder nur auf Männer oder nur auf Frauen beziehen (der Knecht, die Mutter). Das Genus dieser Wörter entspricht im Regelfalle dem natürlichen Geschlecht der bezeichneten Person, weicht bei den meisten Diminutivformen und in einigen weiteren individuellen Ausnahmefällen aber davon ab (das Mädchen, das Weib).
3. Substantive, bei denen neben der maskulinen Grundform eine durch Movierung gewonnene feminine Ableitung besteht (der Arzt, die Ärztin). Movierung existiert auch in vielen anderen Sprachen; neben dem Niederdeutschen und dem modernen Hebräischen gibt es weltweit jedoch nur wenige Sprachen, die weibliche Ableitungen in großer Zahl hervorbringen (siehe auch Movierte Tierbezeichnungen).

##### Disambiguierung substantivischer Maskulina der dritten Klasse
Bei Substantiven dieser dritten Klasse verweist die Ableitung stets auf den weiblichen Sexus, während die Sexusbedeutung der Grundform vom Kontext abhängt. Das spezifische (nicht-generische) Maskulinum ist bei den deutschen Substantiven im Singular daran zu erkennen, dass kein beliebiger Vertreter der bezeichneten Klasse, sondern ein bestimmtes Individuum gemeint ist; in beiden Numeri (Singular + Plural) ist es an Kontexthinweisen kenntlich. In allen übrigen Fällen liegt ein generisches Maskulinum vor.
Mit Hilfe dieser beiden Kriterien – a. Bestimmtheit der bezeichneten Person oder des bezeichneten Tieres, b. Kontext – kann in Zweifelsfällen eine Disambiguierung (Auflösung sprachlicher Mehrdeutigkeit) vorgenommen werden:
|          | Sexus männlich | Sexus unbestimmt (generisches Maskulinum) | Sexus weiblich |
| -------- | --- | --- | --- |
| Singular | Die Grundform bezeichnet eine männliche Person oder ein männliches Tier, wenn a. entweder ein bestimmtes Individuum gemeint ist und/oder b. der Kontext darauf hinweist, dass eine männliche Person oder ein männliches Tier gemeint ist. | Wenn beide links genannten Bedingungen fehlen, bezeichnet die Grundform kein bestimmtes Geschlecht. | Die abgeleitete Form mit weiblichem Suffix bezeichnet immer eine weibliche Person oder ein weibliches Tier.                                                                                     |
| Singular | bestimmt: - Der Roman erzählt die Geschichte eines russischen Arztes. - Paul ist ein guter Arzt. (männlicher Vorname) - Der Wolf Akela war schon alt und schwach. (individueller Wolf) | | bestimmt: - Dorothea Erxleben war die erste promovierte Ärztin Deutschlands. - Die Wölfin Rakscha zog Mowgli gemeinsam mit ihrem eigenen Wurf auf.                                              |
| Singular | unbestimmt: - Für das medizinische Team werden ein Arzt und eine Ärztin gesucht. (Gegenüberstellung Arzt/Ärztin) - Fast jeder männliche Arzt hat eine Helferin dabei, die bei einer Verleumdung für ihn aussagt. (Adjektiv männlich) - Ein stärkerer Hirsch deckt in seinem Rudel einen Großteil der empfangsbereiten Weibchen. („Weibchen decken“) | unbestimmt: - Wegen seiner Rückenschmerzen sollte Max einmal mit einem Arzt sprechen. - Unsere Enkelin will Arzt werden. - Julia ist unser bester Arzt. (von all unseren Ärzten [♂♀] ist sie der beste) - Der Arzt kennt seine Patienten. (generalisierender Singular) - Der kleinste Hirsch der Welt ist der Pudu. | unbestimmt: - Jede Ärztin kann sich auch auf dem Gebiet der Andrologie fortbilden. - Unsere Enkelin will Ärztin werden. - Die Tragzeit beläuft sich bei einer Hindin auf sechs bis neun Monate. |
| Plural   | Die Grundform bezeichnet ausschließlich männliche Personen/Tiere, wenn der Kontext darauf hinweist, dass ausschließlich männliche Personen/Tiere gemeint sind. | Wenn die links genannte Bedingung fehlt, bezeichnet die Grundform kein bestimmtes Geschlecht. | Die abgeleitete Form mit weiblichem Suffix bezeichnet immer eine rein weibliche Mehrzahl von Personen/Tieren.                                                                                   |
| Plural   | bestimmt: - Die Söhne der Meyers wollen Ärzte werden. (Söhne) - Die Ärztinnen und Ärzte des Landeskrankenhauses tragen bei der Visite heute keine Kittel mehr. (Gegenüberstellung Ärztinnen/Ärzte) - Als Packtiere wurden zwei Eselhengste mitgenommen. (Hengste)                                                                                   | bestimmt: - Kristof Magnussons Roman erzählt die Geschichte zweier Berliner Ärzte. (♂♂ oder ♂♀ oder ♀♀) - Die zwei Esel auf Constables Gemälde stehen im Halbschatten. | bestimmt: - Unter den Passagieren befanden sich zum Glück auch zwei Ärztinnen. - Es hatte aber Kis, der Vater Sauls, seine Eselinnen verloren […] (1 Sam 9,3 )                                  |
| Plural   | unbestimmt: - In Russland sind männliche Ärzte im Kollegium meist in der Minderheit. (Adjektiv männlich) - Männliche Hunde werden als „Rüden“ bezeichnet. | unbestimmt: - Einige Politiker meinen, Ärzte verdienten zu viel. - Die ersten Ärzte, die diese Behandlung angeboten haben, waren zwei Gynäkologinnen in München. - Die Domestizierung der Hunde begann in der Steinzeit.                                                                                            | unbestimmt: - Bereits 1840 hat die Universität Zürich künftige Ärztinnen ausgebildet. - Auch Hündinnen zeigen oft ein dominantes Verhalten.                                                     |

##### Ableitung weiblicher Formen in Sprachen ohne substantivische Genera
Auch einige Sprachen, die bei den Substantiven nicht zwischen Maskulina und Feminina unterscheiden, kennen eine Ableitung weiblicher Formen.
Dies betrifft etwa das Schwedische, wo vereinzelt noch Ableitungen wie lärare → lärarinna („Lehrer/Lehrerin“ → „Lehrerin“) in Gebrauch sind. Diese weiblichen Formen gelten im Schwedischen heute jedoch als veraltet und werden hauptsächlich noch in historischen Texten verwendet: ([Selma Lagerlöf] lämnade hemmet för att utbilda sig till lärarinna vid Högre Lärarinneseminariet i Stockholm. „[Selma Lagerlöf] verließ das Zuhause, um sich im Höheren Lehrerinnenseminar in Stockholm als Lehrerin ausbilden zu lassen.“)
Auch im Ungarischen, wo es weder für Substantive noch für Pronomen Genera gibt, werden bei den Berufsbezeichnungen von den Grundformen weibliche Formen abgeleitet: tanár → tanárnő („Lehrer/Lehrerin“ → „Lehrerin“). Obwohl die Grundform sexusunspezifisch ist, empfinden viele ungarische Sprachbenutzer – anders als die schwedischen – es als unangebracht oder störend, wenn sie benutzt wird, um ausschließlich Frauen zu bezeichnen.

#### Generischer Gebrauch von Maskulina bei biosystematischen Klassen
In vielen Sprachen gibt es Wörter, die gleichzeitig eine bestimmte biosystematische Klasse und männliche Exemplare dieser Klasse bezeichnen. Im Deutschen gilt dies für einige dem Menschen nahestehende Haus- und Nutztiere sowie für einheimisches Jagdwild, etwa der Bär (→ die Bärin), der Löwe (→ die Löwin), der Hirsch (→ die Hirschkuh, die Hinde, die Hindin).
In einigen Sprachen hat das Wort Mensch gleichzeitig die Bedeutung „Mann“:
- einige germanische Sprachen: das Englische (man) – nicht aber das Niederländische (mens/man) und das Westfriesische (minsk/man)
- die meisten romanischen Sprachen: das Lateinische (homo), das Italienische (uomo), das Französische (homme), das Spanische (hombre), das Portugiesische (homen) – nicht aber das Rumänische (om/bărbat)

Im Deutschen haben sich Reste eines solchen generischen Gebrauches des Wortes Mann in einigen Redewendungen erhalten (zwanzig Mann, alle Mann, etwas an den Mann bringen, Not am Mann, den toten Mann machen, Mann über Bord, Mann und Maus) sowie in einigen Komposita (jedermann, Mannjahre, Privatmann) und in Ableitungen (kaufmännisch, fachmännisch, bemannte Raumfahrt). Auch das häufig verwendete Indefinitpronomen man geht auf einen solchen Wortgebrauch zurück.

#### Generische Maskulina als Grundlage bei der Wortbildung
Selbst wenn bei einem Substantiv eine durch Movierung gewonnene feminine Alternativform existiert (Bauer → Bäuerin, Hund → Hündin), wird bei der Wortbildung auch dann die Grundform verwendet, wenn der Sexus unbestimmt ist oder sowohl weibliche als auch männliche Individuen gemeint sind: Bauernregel, verbauern, bäuerlich, bäurisch; Hundefloh, hundsgemein, hundemüde.
Weibliche Movierungsformen können nur dann Wortbildungen hervorbringen, wenn letztere ausschließlich und spezifisch auf weibliche Individuen bezogen sind (Bäuerinnenrente, Lehrerinnenzölibat, lehrerinnenhaft; Löwinnenkopf).

### Pronomina

#### Generisches maskulines Plural-sie
In vielen Sprachen existieren für die 3. Person Plural (sie) ein maskulines und ein feminines Personalpronomen, wobei das maskuline auch generisch verwendet wird. Ein Beispiel aus dem Französischen:
| Nur männliche Personen                           | L’entreprise embauche deux avocats. Ils vont gérer tous les litiges.              |
| Personen unbestimmten oder beiderlei Geschlechts | L’entreprise embauche deux avocats. Ils vont gérer tous les litiges.              |
| Nur weibliche Personen                           | L’entreprise embauche deux avocats. Elles vont gérer tous les litiges.            |
| Übersetzung                                      | „Das Unternehmen stellt zwei Anwälte ein. Sie werden alle Streitfälle handhaben.“ |

Eine ähnliche Situation findet sich in allen anderen romanischen Sprachen, aber beispielsweise auch im Isländischen, Griechischen, Serbokroatischen, Hebräischen und Arabischen. Semitische Sprachen unterscheiden auch in der 2. Person Singular (du) zwischen maskulinen und femininen Personalpronomen. Im Französischen hat auch das Demonstrativpronomen celui im Plural neben einer femininen Form (celles) eine generisch verwendbare maskuline Form (ceux).
Zu den sehr wenigen Sprachen, die für Personenmehrzahlen unbestimmten oder beiderlei Geschlechts ein selbstständiges Personalpronomen haben, zählt die Plansprache Volapük:
| Nur männliche Personen                           | löfoms odis           |
| Personen unbestimmten oder beiderlei Geschlechts | löfons odis           |
| Nur weibliche Personen                           | löfofs odis           |
| Übersetzung                                      | „sie lieben einander“ |

Historisch gab es Beispiele für eine selbstständige grammatische Behandlung von Personenmehrzahlen mit unbestimmtem oder beiderlei Geschlecht im Gotischen.

#### Generischeserin Sprachen ohne substantivische Maskulina
|             | Maskulinum                                                            | generisches Maskulinum                                                                       | Femininum                                                                |
| ----------- | --------------------------------------------------------------------- | -------------------------------------------------------------------------------------------- | ------------------------------------------------------------------------ |
| Englisch    | A teacher knows his students since he teaches them every day.         | A teacher knows his students since he teaches them every day.                                | A teacher knows her students since she teaches them every day.           |
| Schwedisch  | En lärare känner sina elever för att han lär dem varje dag.           | En lärare känner sina elever för att han lär dem varje dag.                                  | En lärare känner sina elever för att hon lär dem varje dag.              |
| Übersetzung | „Ein Lehrer kennt seine Schüler, denn er unterrichtet sie jeden Tag.“ | „Ein Lehrer/eine Lehrerin kennt seine/ihre Schüler, denn er/sie unterrichtet sie jeden Tag.“ | „Eine Lehrerin kennt ihre Schüler, denn sie unterrichtet sie jeden Tag.“ |

Eine kleine Anzahl von Sprachen – darunter das Englische, Afrikaans und viele Plansprachen wie Esperanto – kennt bei den Substantiven kein Genus, unterscheidet aber zwischen maskulinen und femininen Personalpronomina. Die Entscheidung, die ein Sprecher des Deutschen eventuell bereits beim Substantiv machen muss („generisch maskuline Grundform oder feminine Ableitungsform mit -in?“), stellt sich einem Sprecher des Englischen erst im anaphorischen Gebrauch, d. h. wenn er Personalpronomina verwenden will, die auf das – eigentlich sexusindifferente – Substantiv bezogen sind.
Ganz ähnlich ist die Situation in Sprachen wie dem Schwedischen, wo bei den Substantiven zwar Genera unterschieden werden, aber nicht Maskulinum und Femininum, sondern nur Utrum (persönlich) und Neutrum (nicht-persönlich). Weitere Sprachen mit Utrum sind das Dänische, Bokmål und das Westfriesische.
Solange der Sexus bestimmt ist (entweder „ein männlicher Lehrer“ oder „eine Lehrerin“), gibt es in den hier genannten Sprachen keinerlei Mehrdeutigkeiten. Wenn der Sexus jedoch unbestimmt bleiben soll („ein Lehrer/eine Lehrerin“), wird beim Personalpronomen das generische Maskulinum verwendet (englisch: he, him, his usw.; schwedisch: han, honom, hans usw.). Sowohl im englischen als auch im schwedischen Sprachraum wird diese Besonderheit der überlieferten Grammatik heute als zunehmend problematisch empfunden.

#### Indefinitpronomina
Im Deutschen weisen auch einige substantivisch gebrauchte Indefinitpronomina Merkmale von generischen Maskulina auf. Diese erfordern, obwohl sie selbst kein Genus haben, die Verwendung maskuliner Personalpronomina:
- Man hat sein Glück nicht gemacht, vermag man nicht, es zu genießen.
- wer nie sein Brot mit Tränen aß

Ähnliches gilt für die Indefinitpronomina irgendwer, jeder, jedweder, jeglicher, jedermann, einer, unsereiner, keiner, mancher, meinesgleichen, deinesgleichen usw. Bei jemand und niemand beschreibt die Duden-Grammatik neben dem generisch maskulinen Gebrauch auch einen femininen:
- Sie ist jemand, der/die nicht so schnell aufgibt.
- Die Nachbarin ist niemand, mit dem/der ich reden kann.

Vergleichbare Situationen bestehen auch in vielen anderen Sprachen:
- englisch: Nobody buys what he can get for free. (Heute weitaus gebräuchlicher: Nobody buys what they can get for free.)
- schwedisch: Ingen köper vad han kan få gratis. (Heute vereinzelt auch: Ingen köper vad hen kan få gratis.)
- niederländisch: Niemand koopt wat hij gratis kan krijgen.
- französisch: Personne n’achète ce qu’il peut obtenir gratuitement.

(Übersetzung: „Niemand kauft, was er umsonst bekommen kann.“)

## Sprachkritik am generischen Maskulinum
Das generische Maskulinum ist Gegenstand der Sprachkritik insbesondere von Seiten der feministischen Linguistik. Der generische Gebrauch des Maskulinums führe zu Mehrdeutigkeiten – „sind Personen unbestimmten Geschlechts oder spezifisch männliche Personen gemeint?“ –, die zumindest bei den Substantiven durch Disambiguierung mehr oder weniger sicher beseitigt werden können (siehe oben). Gegenstand der Sprachkritik sind solche Fälle, in denen die Disambiguierung versagt (siehe unten Uneindeutigkeit bezüglich des Einbezugs von Frauen).
Für die Behebung von Problemen, die sich aus der Verwendung generischer Maskulina eventuell ergeben, sind zahlreiche Lösungsvorschläge gemacht worden, unter denen sich zwei Typen unterscheiden lassen:
- Ausgleich/Feminisierung zielt auf einen Gebrauch Gender-adäquater Personenbezeichnungen und bedeutet in der Praxis eine Mehrverwendung weiblicher Wörter, beispielsweise weiblicher Formen von Funktions- und Berufsbezeichnungen (Lehrer → Lehrerin). Dieser Weg wird besonders in gendered languages beschritten, also in Sprachen, die sowohl bei Pronomina als auch bei Substantiven zwischen Maskulinum und Femininum unterscheiden (Deutsch, Französisch, Spanisch).[31]
- Neutralisierung zielt im Gegenteil auf eine Vermeidung Gender-spezifizierender sprachlicher Mittel und bedeutet in der Praxis, dass sexusspezifische Formen durch unspezifische Formen so weit wie möglich ersetzt werden (etwa mankind durch humankind, mom/dad durch parent). Neutralisierung wird vor allem in natural gender languages gewählt, in Sprachen also, die einen Unterschied zwischen weiblichem und männlichem Genus nur bei den Pronomina, nicht aber den Substantiven machen (Englisch, Schwedisch).[31]

### Generischer Gebrauch des Maskulinums bei Pronomina

#### Englisch

##### Generischesheund singularischesthey
Im Englischen besteht neben dem generischen he traditionell die Alternative eines singularischen they:

“A person can’t help their birth.”

„Kein Mensch kann etwas für seine Geburt.“

Die im ausgehenden 18. Jahrhundert aufgekommene normative Grammatik brandmarkte diese Praxis. Das britische Parlament verabschiedete 1850 ein als Lord Brougham’s Act bekannt gewordenes Gesetz, mit dem festgeschrieben wurde, dass in Gesetzestexten das generische he von da an als einzige anaphorische Form verwendet werden durfte.

##### Studien zum Verstehen des generischenhe
Zur Kompetenz der Leser, ein generisches he als solches zu erkennen – also nicht vorzugsweise auf männliche Personen zu beziehen –, sind im englischsprachigen Raum zahlreiche Studien durchgeführt worden.
Bei Kindern
Kinder verstehen das Konzept des generischen he erst relativ spät und glauben bis dahin, dass jedes he sich auf eine männliche Person beziehe. In einer Gruppe von 6-Jährigen, die für eine 1980 veröffentlichte Studien untersucht worden waren, verstanden nur 28 % das Konzept des generischen he; in der aus College-Studenten zusammengesetzten Kontrollgruppe waren es dagegen 84 %. Spätere Studien bestätigten die Befunde von 1980. Das singularische they ist von allen untersuchten Formulierungen diejenige, die von Kindern am leichtesten als sexusindifferent verstanden wird.
Bei weiblichen Stellensuchenden
Eine Anzahl weiterer Studien hat sich mit der Frage beschäftigt, in welchem Maße erwachsene Frauen sich von Stellenanzeigen angesprochen fühlen, in denen das generische Maskulinum verwendet wird. Eine 1973 veröffentlichte Studie ergab, dass die weiblichen Versuchspersonen angesichts so formulierter Inserate auch dann weniger als die männlichen Versuchspersonen zu einer Bewerbung bereit waren, wenn sie für die Position qualifiziert gewesen wären.
Eine 1981 veröffentlichte Studie führte zu der Erkenntnis, dass Frauen die Erfolgschancen weiblicher Stellenbewerber höher einschätzen, wenn in der Stellenanzeige geschlechtsindifferente Pronomina (he or she, they) verwendet werden, als wenn in der Stellenbeschreibung nur das generische he erscheint.
Für eine 1983 publizierte Studie wurden weiblichen und männlichen Versuchspersonen Auszüge aus einem Text über die ethischen Standards für Psychologen vorgelegt, wobei die drei Kontrollgruppen jeweils unterschiedliche Textversionen lasen: mit der Formulierung „he and she“, mit „she and he“ und mit dem generischen he. Die Studie lieferte den Befund, dass in der dritten Gruppe die weiblichen Versuchspersonen seltener als in den anderen beiden Gruppen angaben, sie würden gern Psychologie studieren.
Bei Erwachsenen im Allgemeinen
Bereits in den 1970er Jahren wurde in Studien nachgewiesen, dass das generische he von erwachsenen Sprachbenutzern generell oft nicht erkannt und dann nur auf männliche Referenten bezogen wird. John Gastil (University of Wisconsin–Madison) entdeckte 1990, dass männliche Versuchspersonen auch die alternative Formulierung he/she vorzugsweise auf männliche Referenten bezogen. Allein die Formulierung they wurde sowohl von männlichen als auch von weiblichen Versuchspersonen als sexusunspezifisch verstanden. Eine neuseeländische Studie hatte in demselben Jahr ähnliche Befunde geliefert. Mykol C. Hamilton (Centre College, Kentucky) bestätigte 1998 Gastils Befunde und konnte ergänzen, dass männliche Versuchspersonen generische Formulierungen insgesamt häufiger missdeuteten als weibliche Versuchspersonen.
Eine 2009 vorgelegte Studie zeigte, dass die Probleme erwachsener Versuchspersonen, ein generisches he zu verstehen, seit 1990 in vollem Umfange bestehen geblieben sind.

##### Wiederkehr des singularenthey
Im gesprochenen Englisch hat sich das singulare Pronomen they – vor allem in den Vereinigten Staaten – im 21. Jahrhundert verbreitet und das generische he („er“) teilweise verdrängt. Der einflussreiche US-Styleguide The Chicago Manual of Style erlaubt das singulare they in seiner 17. Auflage 2018 im mündlichen sowie im informellen schriftlichen Sprachgebrauch; für den förmlichen schriftlichen Gebrauch wird es nur in Bezug auf individuelle Personen erlaubt, die sich mit den geschlechtlichen Fürwörtern he („er“) oder she („sie“) nicht identifizieren.
Verwendung des singularen they im Vergleich:
| generisches Maskulinum | he…his…him      | Every child loves his stuffed animal. It is precious to him and he needs it.     |
| singulares Pronomen    | they…their…them | Every child loves their stuffed animal. It is precious to them and they need it. |
| Übersetzung            | es…sein…ihm     | Jedes Kind liebt sein Stofftier. Es ist ihm kostbar und es braucht es.           |

#### Schwedisch
Für das Schwedische, wo für den anaphorischen Gebrauch bis dahin nur das maskuline Personalpronomen han („er“) und dessen feminine Entsprechung hon („sie“) zur Verfügung stand, schlug der Linguist Rolf Dunås in einem Artikel der Upsala Nya Tidning 1966 vor, ein drittes Pronomen zu schaffen, das spezifisch Personen unbestimmten Geschlechts bezeichnen sollte. Die Anregung für das neue Kunstwort hen fand er im Finnischen, das keine Genera kennt und ein einheitliches Pronomen hän („er/sie“) für Personen jeglichen Geschlechts verwendet. Die Diskussion war zunächst eher akademischer Natur und weitgehend auf ein Fachpublikum beschränkt. Zu Beginn des 21. Jahrhunderts begannen auch Teile der LGBT-Community das Wort zu gebrauchen.
Eine breite öffentliche Debatte entstand in Schweden erst, nachdem der Autor Jesper Lundqvist gemeinsam mit der Illustratorin Bettina Johansson 2012 ein Bilderbuch Kivi & Monsterhund veröffentlichte, das als erstes schwedisches Kinderbuch das Pronomen hen verwendete. Während das neue Wort noch 2012 von der Mehrheit der Bevölkerung abgelehnt worden war, verschoben sich die Verhältnisse bis 2014. In der schwedischen Presse wurde das Wort von 2012 bis 2020 zunehmend häufiger gebraucht. Seitdem hat die Zunahme dort jedoch bei einem Stand von 0,87 % für hen aufgehört. Zu der Frage, ob der Gebrauch von hen seit 2021 in der schwedischen Presse wieder abgenommen hat, sind (Stand Januar 2025) keine Daten veröffentlicht wurden, obwohl dies vorher seit 2012 jährlich geschehen war.
2013 hat der schwedische Sprachrat (Språkrådet) den Gebrauch des neuen Wortes anerkannt.
Anwendung von hen im Vergleich:
| Generisches Maskulinum | Varje flykting får hjälp. Han och hans familj får en lägenhet. En advokat råder honom.                          |
| Mit dem Kunstwort hen  | Varje flykting får hjälp. Hen och hens familj får en lägenhet. En advokat råder hen.                            |
| Übersetzung            | „Jeder Flüchtling erhält Hilfe. Er/sie und seine/ihre Familie bekommen eine Wohnung. Ein Anwalt berät ihn/sie.“ |

Das Schwedische ist bisher die einzige Sprache, in der die Einführung eines neuen Sexus-indifferenten Pronomen weite gesellschaftliche Akzeptanz gefunden hat. In Norwegen ist 2017 eine Initiative der Arbeiderpartiet, für die Landessprache Bokmål ebenfalls ein hen einzuführen, am Widerstand der konservativeren Parteien gescheitert. Im Dänischen findet høn allmählich Verbreitung und im Isländischen hán.

### Generischer Gebrauch des Maskulinums bei Substantiven

#### Alternativen zum Gebrauch des generischen Maskulinums bei Substantiven

##### Im Deutschen

###### Übersicht
Weil der generische Gebrauch von Maskulinformen, die auch zur Bezeichnung von Männern verwendet werden, die Sichtbarkeit von Femininformen zur Bezeichnung von Frauen verhindert, wurden ab 1980 im deutschsprachigen Raum zwei grundlegende Mittel zur sprachlichen Gleichbehandlung der Geschlechter entwickelt:
1. Sichtbarmachung beider Geschlechter durch Beidnennung (Paarformen), auch in Kurzform, und darüber hinausgehende mehrgeschlechtliche Schreibweisen
2. Neutralisierung von geschlechtlichen Aspekten durch neutrale Bezeichnungen oder durch Umformulierungen

Ab den 1980ern fanden das Ziel der sprachlichen Gleichbehandlung und die Mittel zur Vermeidung des generischen Maskulinums Eingang in Gesetze und amtliche Regelungen zur geschlechtergerechten Sprache und wurden von vielen Behörden in eigenen Sprachleitfäden umgesetzt.
Der Rat für deutsche Rechtschreibung erklärte dazu 2018: „Die weit verbreitete Praxis, immer von Frauen und Männern in weiblicher und männlicher Form, im Plural oder in Passivkonstruktionen zu schreiben, wird der Erwartung geschlechtergerechter Schreibung derzeit am ehesten gerecht.“ 2020 gab die Gesellschaft für deutsche Sprache ihre Leitlinien der GfdS zu den Möglichkeiten des Genderings heraus, die das Ziel und beide Mittel der geschlechtergerechten Sprache bestätigen. Im August 2020 erschien der Rechtschreibduden mit einem eigenen Kapitel Geschlechtergerechter Sprachgebrauch, in dem zur Gleichbehandlung der Geschlechter festgestellt wird: „Um Gleichstellung zu realisieren, ist der Sprachgebrauch ein relevanter Faktor.“ Generische Maskulinformen werden bezüglich ihrer Verständlichkeit als nicht eindeutig gekennzeichnet und die gebräuchlichen Alternativen dargestellt (Beidnennung, Kurzformen und Neutralisierung). Daneben werden auch das Binnen-I sowie mehrgeschlechtliche Schreibweisen genannt (Genderstern, Unterstrich, Doppelpunkt), die vom amtlichen Regelwerk nicht abgedeckt sind, wobei sich „die Variante mit Genderstern in der Schreibpraxis immer mehr durchsetzt.“

###### Generisches Femininum
Als spiegelbildliches Mittel zum generischen Maskulinum wird verschiedentlich das generische Femininum vorgeschlagen, bei dem zur geschlechtsabstrahierenden Personenbezeichnung nur die grammatisch weibliche Wortform verwendet wird; beispielsweise würde Lehrerinnen in diesem Sinne alle Lehrkräfte meinen, also auch Lehrer. Einen solchen verallgemeinernden Gebrauch von Femininformen vertritt vor allem die feministische Sprachwissenschaftlerin Luise Pusch seit 1984, unter anderem mit der Begründung, dass in der femininen Form die maskuline (zumeist) enthalten sei: Lehrerinnen. Ab 1994 haben einige Behörden sowie Autoren die Schreibweise übernommen, vor allem die Universität Leipzig wurde 2013 bekannt, als sie in ihrer „Grundordnung“ für Funktionsbezeichnungen und akademische Grade neben neutralen Wortformen generische Femina nutzte (siehe Anwendungsbeispiele des generischen Femininums).
Die Gesellschaft für deutsche Sprache äußerte sich im August 2020 in ihren Leitlinien zu den Möglichkeiten des Genderings ablehnend zur Verwendung femininer Bezeichnungsformen in generischer Bedeutung: „Diese Lösung ist nicht geschlechtergerecht, denn hier wird das andere Geschlecht nicht explizit angesprochen, sondern ist nur ‚mitgemeint‘. Die Kritik, die am generischen Maskulinum geübt wird, trifft hier ebenfalls zu. Eine Gleichbehandlung, um die es bei geschlechtergerechter Sprache geht, ist beim generischen Femininum so wenig gewährleistet wie beim generischen Maskulinum.“

###### Grenzen der Ersetzbarkeit des generischen Maskulinums
Generische Maskulina können mit Mitteln wie den vorgenannten in vielen Fällen so ersetzt werden, dass eine Verwechslung mit echten Maskulina so gut wie ausgeschlossen ist. In einigen Fällen führt der Versuch der Ersetzung aber zu Problemen:
Komposita
Problematisch ist eine Substitution bei Komposita, in denen ein generisches Maskulinum als Modifikator erscheint:
- Bürgermeister, Fußgängerüberweg, Leserbrief
- richterlich, meisterhaft, bauernschlau

Die Substituierung des generischen Maskulinums durch Alternativformen würde hier übermäßig lange und tendenziell unübersichtliche Wörter wie etwa *BürgerInnenmeisterInnen, *Bürger(innen)meister(innen), *Bürger- und Bürgerinnenmeister und -meisterinnen hervorbringen.
Häufung von Personenbezeichnungen
Das Risiko übermäßig langer Formulierungen ergibt sich auch dann, wenn in einem Satz gleich mehrere generische Maskulina ersetzt werden sollen:
- „Bei uns ist der Kunde noch König.“

Tautologien
Semantisch ist die Ersetzung des generischen Maskulinums dann problematisch, wenn die Alternativform nach Absicht des Sprechers zwar Referenten unbestimmten Geschlechts bezeichnen soll, von den Hörern aber als Bezeichnung weiblicher Referenten verstanden wird:
- „Frauen sind die vernünftigeren Autofahrerinnen.“ Hier handelt es sich um eine Tautologie, denn ausnahmslos alle Autofahrerinnen sind Frauen.[60]
- „Sie ist unsere beste Ingenieurin.“ Diese Formulierung suggeriert, dass die Bezeichnete zwar die beste der weiblichen Ingenieure ist, dass es daneben aber männliche Ingenieure gibt, die möglicherweise qualifizierter sind als sie.

In Fällen wie diesen funktionieren auch Beidnennungen nicht:
- Mädchen sind die besseren Schüler und Schülerinnen.
- Akademikerkinder sind die erfolgreicheren Schüler und Schülerinnen.

##### In verschiedenen Sprachen
Spanisch
In der spanischen Sprache – insbesondere im Netzjargon – finden seit der Mitte der 1990er Jahre schriftliche Formen wie l@s trabajador@s (statt generisch maskulin los trabajadores) moderate Verbreitung. Eine alternative und noch weniger verbreitete Form ist die Ersetzung des sexusbezeichnenden Vokals durch ein x (lxs desempleadxs statt los desempleados oder las desempleadas). Eine der wenigen Studien, die zum generischen Gebrauch des Maskulinums im Spanischen vorgelegt wurde, stammt aus dem Jahre 1997.
Französisch
Auch in der französischen Sprache existieren Gebräuche, geschlechtsspezifische Teile von Endungen durch das At-Zeichen „@“ zu ersetzen, etwa limit@s statt (generisch) maskulin limités oder feminin limitées (vergleiche Écriture inclusive). Zum Sprachgebrauch im Französischen, wo weibliche Ableitungsformen bei den Berufsbezeichnungen kaum existieren, haben Pascal Gygax und Ute Gabriel 2008 eine Untersuchung vorgelegt.

#### Studien

##### Studien zum Verstehen
Einige Studien legen nahe, dass es manchen Sprachbenutzern schwerfällt, generische Maskulina als solche zu erkennen und nicht allein auf männliche Referenten zu beziehen, und dies, obwohl die Regeln für das generische Maskulinum und für seine Disambiguierung einfach zu vermitteln sind. In der Singularform („jeder Ingenieur“) werden generische Maskulina eher missverstanden als in der Pluralform („alle Ingenieure“).
Wie Vergleichsstudien gezeigt haben, wird das generische Maskulinum im Deutschen auch häufiger missverstanden als etwa im Französischen oder Niederländischen.
Bei Kindern
Der Erziehungswissenschaftler Dries Vervecken (FU Berlin) hat, teilweise mit Koautoren, mehrere Studien zum Verständnis und zur Wahrnehmung des generischen Maskulinums bei Schulkindern vorgelegt. 2012 kam er zu dem Befund, dass 6- bis 12-jährige Mädchen an Berufen, die ihnen beschrieben wurden, eher Interesse fanden, wenn in den Texten Beidnennungen (Ingenieur/Ingenieurin) verwendet wurde, als wenn darin generische Maskulina vorkamen. Zwei 2013 und 2015 veröffentlichte Folgestudien desselben Autors bestätigten diesen Befund.
Bei Erwachsenen
Eine der ersten Untersuchungen zum Verständnis des generischen Maskulinums im Deutschen stammt von dem Sprachwissenschaftler Josef Klein (1988). Klein legte 290 Versuchspersonen Lückentexte vor, in denen generische Maskulina vorkamen und in denen der Sexus der Referenten ergänzt werden sollte. 72 % der männlichen und 67 % der weiblichen Versuchspersonen gaben Männer als Referenten an. Klein untersuchte auch eine Kontrollgruppe, deren Lückentexte statt der generischen Maskulina Beidnennungen enthielten („Kölner Bürger/Bürgerinnen“). Auch in der Kontrollgruppe gaben 61 % der männlichen und 57 % der weiblichen Versuchspersonen männliche Referenten an. Da die Verwendung von Beidnennungen den Vorsprung männlicher Geschlechtsspezifizierung keineswegs beseitigte, schloss Klein, dass das generische Maskulinum zwar zu einem gewissen Teil, aber keineswegs allein für das Nicht-Mitdenken von Frauen in gemischtgeschlechtlichen Gruppen verantwortlich sei, und dass „das situationsübergreifende Stereotyp der Dominanz des Mannes […] offenbar in tieferen kognitiven Schichten verankert [ist] als in der Grammatik der Wortbildung“.
Später durchgeführte Studien bestätigten Kleins Befunde: alternative Formulierungen (insbesondere mit Binnen-I, Beidnennung und Schrägstrichschreibweise; weniger mit Neutralisierung) werden von Versuchspersonen weniger häufig als generisch verwendete Maskulina ausschließlich auf männliche Referenten bezogen. Lisa Irmen und Astrid Köhncke stellten 1996 in zwei Experimenten fest, dass nur 20 % beziehungsweise 49 % der Versuchspersonen verstanden, dass ein generisches Maskulinum sich auch auf weibliche Referenten beziehen kann. Allerdings konnte in keiner dieser Studien eine Alternativformulierung aufgewiesen werden, die zu einer vollständigen Ausgewogenheit weiblicher und männlicher Referenten geführt hat.
Wie bereits Klein aufgefallen war, nehmen männliche Versuchspersonen bestimmte Formulierungen anders wahr als weibliche. Ein Forscherteam der Universität Mannheim (1998) legte Versuchspersonen Texte vor, in denen über bestimmte Berufsgruppen teils mit generischem Maskulinum, teils mit alternativen Formulierungen (Beidnennung, Neutralisierung) berichtet wurde; die Versuchspersonen sollten dann den Frauenanteil in diesen Berufsgruppen schätzen. Bei „typisch männlichen“ Berufen schätzten die männlichen Versuchspersonen den Frauenanteil bei neutralisierenden Formulierungen am höchsten (31,5 %; Beidnennung: 27,63 %; generisches Maskulinum: 23,56 %). Die weiblichen Versuchspersonen dagegen schätzten ihn bei Beidnennung am höchsten (33,13 %; Neutralisierung: 23,44 %; generisches Maskulinum: 17,06 %). Ute Gabriel (TNUN Trondheim) und Franziska Mellenberger (Universität Bern) beobachteten 2004, dass männliche Versuchspersonen auf eine Ersetzung generischer Maskulina durch Alternativformen stark ansprachen (indem sie mehr weibliche Referenten bezeichneten), während bei den weiblichen dieselbe Manipulation nur geringe Effekte zeigte.
2005 nahmen zwei Teams von Autorinnen zu diesem Thema Sichtungen aller Studien vor: Friederike Braun, Sabine Sczesny und Dagmar Stahlberg an der Universität Mannheim sowie Lisa Irmen und Ute Linner an der Universität Heidelberg.
Der österreichische Indogermanist Ivo Hajnal hält ein Verschwinden des generischen Maskulinums für vorstellbar, sieht die treibende Kraft dafür jedoch nicht in der Gender-Politik, sondern in sprachhistorischen Faktoren.

##### Studien zum Gebrauch
Die Germanistin und Politikerin Regula Bühlmann wies 2002 in einer Analyse von 36 Artikeln aus Deutschschweizer Tageszeitungen nach, dass das generische Maskulinum vorwiegend für Personenbezeichnungen mit hohem Prestige verwendet werde, während Beidnennungen eher verwendet würden, um Personen mit geringerem Prestige zu bezeichnen. Eine weitere Studie aus dem Jahre 2003, für die ein Korpus aus 573 Texten unterschiedlichster Art analysiert wurde, bestätigte diesen Befund nicht.
Die Linguisten Helmut Weiß und Ewa Trutkowski der Universität Frankfurt wiesen nach, dass maskuline Personenbezeichnungen im Deutschen schon immer für verschiedene biologische Geschlechter verwendet und maskuline Hauptwörter schon im Althochdeutschen „generisch“ – also unabhängig vom Geschlecht – gebraucht worden seien. Begriffe wie Freund, Feind, Gast, Nachbar, Sünder seien schon im Alt- und Mittelhochdeutschen geschlechtsunspezifisch verwendet worden.

#### Theoretische Ansätze

##### Semantische Sicht
Zu den Prämissen der Feministischen Linguistik zählte von Anfang an eine enge Beziehung zwischen Genus und Sexus, bis hin zu der Auffassung, dass das Genus vom Sexus abgeleitet (wenn nicht gar mit dem Sexus identisch) sei und dass die Funktion des Artikels darin bestehe, Genus und Sexus zum Ausdruck zu bringen. Diese Auffassung geht u. a. auf Jacob Grimm zurück, der im 19. Jahrhundert vermutet hatte, dass Feminina im Deutschen immer da entstanden seien, wo Referenten bezeichnet werden sollten, die als weich, passiv und empfangend empfunden werden. Im 20. Jahrhundert haben Autoren wie Toshi Konishi und Donald J. MacKay ähnliche Positionen vertreten. In der modernen, strukturalistisch geprägten Linguistik überwiegt heute aber die Auffassung, dass die Genuszuweisung vollständig arbiträr (= zufällig) sei.
Im nächsten Schritt haben die Vertreter der semantischen Sicht argumentiert, dass das zur Norm erhobene Maskulinum die Dominanz des Mannes in der Gesellschaft anzeige. Generische Maskulina seien gleichzeitig Symptom und Quelle eines fundamentalen Androzentrismus. Autorinnen wie Senta Trömel-Plötz gingen in den 1980er Jahren so weit, den generischen Gebrauch von Maskulina als sexistisch und als eine Maßnahme einzustufen, die, weil sie Frauen ignoriere und ausschließe, geeignet sei, Frauen Gewalt anzutun. Da die Sprache das Denken und die Wahrnehmung einer Sprachgemeinschaft beeinflusse, sei eine geschlechtergerechte Sprache ein naheliegendes Mittel, um der Benachteiligung der Frau in der Gesellschaft entgegenzuwirken.

###### Androzentrismus
Im Deutschen sind die Möglichkeiten der Personenbezeichnungen grundlegend „asymmetrisch“ (seitenverschieden), sodass beispielsweise Schoenthal und Samel sie als androzentrisch ansehen (der Mann als Norm). Das maskuline grammatische Geschlecht werde im Sprachgebrauch als die Norm dargestellt und die femininen Formen als die Abweichung. Dies sei nach Schoenthal mit einer positiven Bewertung der Norm und einer negativen der Abweichung verbunden. Weibliche Berufsbezeichnungen werden in der Regel aus der männlichen Berufsbezeichnung moviert (Lehrer → Lehrerin). Im umgekehrten Fall, etwa für die traditionell weiblichen Berufe Hebamme oder Krankenschwester, werden in Deutschland keine männlichen Entsprechungen gebildet, sondern neue Wörter wie „Entbindungshelfer“ oder „Krankenpfleger“, aus denen wiederum weibliche Formen abgeleitet werden: Entbindungshelferin, Krankenpflegerin.
Eine gängige Strategie von Frauen, die bislang männlich dominierte Tätigkeiten einnahmen, sei es bis in die 1980er-Jahre gewesen, sich selbst mit maskulinen Bezeichnungen zu benennen (etwa als Ingenieur), um in der Fachwelt Anerkennung zu finden (als Fachkraft, nicht als Frau). Die „zu starke“ Betonung des weiblichen Elements durch Benutzung der Endung -in wurde lange Zeit als nicht zielführend empfunden (im Sinne der Emanzipation der Frauen), zumal eine besondere Kennzeichnung (Markierung) von Frauen die Nebenbedeutung fördere, Männer seien der Normalfall und Frauen der Sonderfall. Spätestens mit dem Einsetzen der feministischen Sprachkritik sei diese Strategie jedoch aufgegeben worden. Jetzt gelte es, die mit der Endung -in verbundenen negativen Bedeutungen zu verändern, indem im Zusammenhang mit dem Reden über Frauen Positives genannt werde.
Übersehen wird dabei jedoch, dass die Endung -in im Deutschen eine längere Geschichte hat. Bis in die 2. Hälfte des 20. Jahrhunderts wurde sie vor allem für die Gattinnen von Amtsinhabern verwendet. Frau Professorin Müller bezeichnete also die Ehefrau von Professor Müller, während Frau Professor Müller selbst einen Lehrstuhl innehatte.

###### Verfehlung der kommunikativen Absicht und Uneindeutigkeit
Die generische Benutzung eines Maskulinums setzt die Bereitschaft von Leserinnen oder Hörerinnen voraus, dass bei Bezeichnungen, mit denen sie bezeichnet werden, von ihrem natürlichen Geschlecht abgesehen werde; diese Akzeptanz sei nicht unbedingt gegeben. In solchen Fällen komme es oft zu vermeidbaren Störungen der Kommunikation auf der Beziehungsebene. Unter Berücksichtigung der Aspekte Sprachökonomie und Ästhetik urteilt Psychologin Nicola Döring von der Technischen Universität Ilmenau:

„Wer es mit der Lesbarkeit von Texten im Sinne eines verständigungsorientierten Kommunikationsbegriffes ernst meint, darf also nicht nur die Sprachökonomie bemühen. Denn was nutzt eine kurze und bündige Formulierung, wenn sie am Ende falsch verstanden wird oder anderweitige Rezeptionsprobleme aufwirft?“

Kritisiert wird, dass bei der Verwendung des generischen Maskulinums nicht explizit übermittelt werde, ob weibliche Personen wirklich mitgemeint sind. Laut dem Sprachwissenschaftler Peter Eisenberg ist die semantische Charakterisierung des generischen Maskulinums „Frauen sind mitgemeint“ sogar inkorrekt, da Frauen gar nicht gemeint seien, „ebenso wenig wie Männer oder Geschlechtsidentitäten jenseits der binären Norm“. Hinzu komme, dass laut Luise F. Pusch der Kontext häufig erst sehr spät eine Disambiguierung erlaube. Vor allem in Texten zu historischen Begebenheiten sei unklar, ob sich etwa keltische Krieger oder Priester nur auf Männer (spezifisches Maskulinum) oder auf Frauen und Männer (generisches Maskulinum) beziehe. Durch diese Ungenauigkeit im Ausdruck werde das Textverständnis erschwert.
Kritik richtet sich auch gegen generisch maskuline Pronomen, die in bestimmten Kontexten nicht korrekt referieren, weil sie eher geschlechtsspezifisch als geschlechtsneutral wahrgenommen werden. Aufgrund der Kongruenzregel im Deutschen, die unter anderem Interrogativpronomen betrifft, müssen Sätze wie „Wer hat seinen Lippenstift im Bad vergessen“ gebildet werden. Auch Indefinitpronomen sind davon betroffen, sodass Aussagen wie „Die Menstruation ist bei jedem ein bisschen anders“ entstehen. Der Satz „Zur Verweigerung des Zeugnisses sind berechtigt 1. der Verlobte des Beschuldigten oder […] 2. der Ehegatte des Beschuldigten […]“ (§ 52 der deutschen Strafprozessordnung) sei ein Beispiel für die Verwirrung, die das generische Maskulinum auslösen könne.

##### Strukturalistische und generativgrammatische Sicht
Wie Ivo Hajnal aufgewiesen hat, kann die feministische Sprachkritik am generischen Maskulinum unter Zuhilfenahme sowohl des strukturalistischen als auch des generativgrammatischen Markierungskonzepts theoretisch begründet werden.
Wenn man vom strukturalistischen Markiertheitsbegriff ausgeht, wie er von Roman Jakobson 1932 in seinem Aufsatz Zur Struktur des russischen Verbums entwickelt und von Birgit Rabofski für die Feministische Linguistik nutzbar gemacht wurde, steht für die Kritik am generischen Maskulinum die Beobachtung im Mittelpunkt, dass Nomina zur Benennung weiblicher Personen im Deutschen meist durch Affigierung vom entsprechenden Nomen im Genus maskulinum erfolgt. Das durch Movierung gewonnene Femininum ist gegenüber dem Maskulinum im strukturalistischen Sinn formal markiert und dadurch in seiner Distribution eingeschränkt, während das merkmallose Maskulinum aus formaler Sicht unmarkiert ist und uneingeschränkt verwendet werden kann. Aus dieser formalen Asymmetrie ergibt sich als semantische Konsequenz, dass das Maskulinum – anders als das Femininum – generisch verwendet werden kann.
Das strukturalistische Konzept weist im Hinblick auf die theoretische Begründung der feministischen Sprachkritik allerdings einen entscheidenden Mangel auf: im Deutschen existieren nicht nur generische Maskulina, sondern auch generische Feminina, etwa die Gans (mit Motionsmaskulinum der Gänserich oder Ganter). Auch wenn dieser Fall selten auftritt, so belegt dieses Beispiel doch, dass Markiertheitsverhältnisse nicht allein aufgrund struktureller, sprachimmanenter Faktoren gegeben sind, sondern auch die Wahrnehmung der außersprachlichen Realität widerspiegeln (weibliche Gänse werden in weitaus größerer Zahl gehalten als männliche). Anders jedoch bei die Maus oder die Katze, bei denen das weibliche Genus keine außersprachliche Realität widerspiegelt.
Da der strukturalistische Ansatz die außersprachliche Wirklichkeit in seinen theoretischen Rahmen nicht zu integrieren vermag, bietet der generativgrammatische Markiertheitsbegriff, wie ihn der Natürlichkeitstheoretiker Willi Mayerthaler begründet hat, eine Alternative. Wiederum war es Rabofski, die diesen Ansatz für die feministische Sprachkritik erschlossen hat. Der Markierungswert orientiert sich, wenn von diesem theoretischen Rahmen ausgegangen wird, an Außersprachlichem: das generische Maskulinum in der Student etwa beruht danach auf der außersprachlichen Wahrnehmung, dass Studenten überwiegend männlichen Geschlechts seien.

##### Psycholinguistische Sicht
Die psycholinguistisch orientierten Forscherinnen Friederike Braun, Sabine Sczesny und Dagmar Stahlberg haben sich gegen semantische Deutungen gewandt. Das Interesse dieser Autorinnen gilt vorrangig der Untersuchung, wie Versuchspersonen verschiedene sprachliche Formen im Hinblick auf die Geschlechter von Personen (generisch gebrauchte Maskulina und Alternativformen) interpretieren.
Stärker als die Vertreter der semantischen Sicht richtet die empirisch orientierte Forschung ihre Aufmerksamkeit auch auf mögliche weitere Faktoren, die determinieren, ob ein Rezipient generischer Maskulina nur an männliche oder auch an weibliche Referenten denkt. Das Missverstehen generischer Maskulina ereignet sich nicht bei allen Versuchspersonen unter allen Versuchsbedingungen einheitlich häufig. Zum Beispiel lesen sie generische Maskulina in Kontexten, in denen sie aufgrund ihres Weltwissens erwarten, dass von Männern die Rede ist, anders als in Kontexten, in denen sie erwarten, dass von Frauen die Rede ist.
Ein bedeutender Befund der empirischen Forschung ist, dass Leser das generische Maskulinum zwar häufig als spezifisches Maskulinum missdeuten, dass alternative Formulierungen aber ebenfalls kein Gleichgewicht zwischen weiblichen und männlichen Referenten zu erzeugen vermögen. Die Autoreninnen der Studien haben daraus den Schluss gezogen, dass das „Nicht-Mitdenken“ von Frauen durch die Sprache zwar begünstigt, aber nicht verursacht werde. Die Ursachen für Geschlechtsrollenstereotype liegen nach ihrer Auffassung nicht in der Grammatik, sondern in weitaus tieferen Schichten der durch die Kultur zugerichteten Kognition. Bloße Sprachpolitik werde an der systematischen gesellschaftlichen Benachteiligung von Frauen wenig ändern. Die Kultur- und Sozialanthropologin Ingrid Thurner (Universität Wien) hat 2013 gewarnt, dass die „Sprachgerechtigkeit“ ein wohlfeiles Ablenkungsmanöver sei, das von Männern zwar willig angenommen werde, an deren Vormachtstellung aber sehr wenig ändern werde.